# Caruso (cráter)

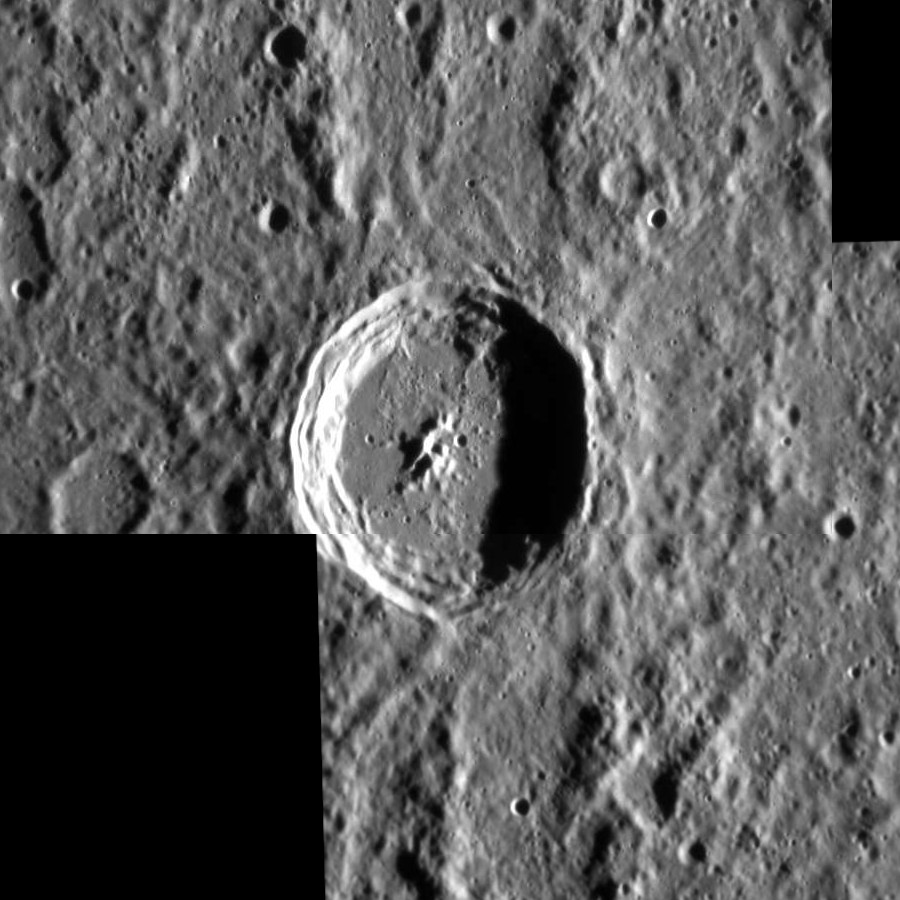
El cráter Caruso en la superficie de Mercurio

Caruso es un cráter de impacto de 31 km de diámetro del planeta Mercurio. Debe su nombre al cantante italiano Enrico Caruso (1873-1921), y su nombre fue aprobado por la  Unión Astronómica Internacional en 2013.